# Аллен, Джон Фрэнк
Джон Фрэнк Аллен (англ. John Frank Allen; 6 мая 1908, Виннипег, Канада — 22 апреля 2001, недалеко от Сент-Эндрюса, Шотландия) — канадский и британский физик-экспериментатор. Член Лондонского (1949) и Эдинбургского королевских обществ. Известен как один из трёх первооткрывателей явления сверхтекучести. 

## Биография
Джон Фрэнк Аллен родился в канадском Виннипеге в семье профессора физики, преподававшего в университете Манитобы. В 1928 году окончил тот же университет со степенью бакалавра физики (BA in physics) и перешёл в Торонто для получения докторской степени под руководством Джона Макленнана (John McLennan). Там он сконструировал первый криостат, сейчас экспонируемый в музее Лондонского Королевского института.
В 1930—1933 годах работал в Национальном исследовательском центре в Оттаве. В 1933 году стал доктором философии (PhD).
После научно неблагодарной двухлетней постдокторантуры в Калифорнийском технологическом институте он обратился к Эрнесту Резерфорду, чтобы узнать, есть ли возможность работать с Петром Капицей в Мондской лаборатории (the Royal Society Mond Laboratory). Получив утвердительный ответ, в 1934 году Аллен переезжает в Кэмбридж, но вновь оказывается один, так как теперь пионеру в области физики низких температур Петру Капице по личному указанию Сталина запретили выезд из СССР.
Десять лет работы в Монде были необычайно продуктивными. В 1937 году Аллен и Дон Майзнер в своих опытах над жидким гелием и изучением его свойств обнаружили очень низкий предел вязкости жидкого гелия II при его протекании через узкие капилляры. Эту очевидную аномалию в своей лаборатории в Москве независимо от них наблюдал Петр Капица, он же назвал её «сверхтекучестью». В январе 1938 года на соседних страницах журнала Nature вышли статья Аллена и Майзнера и работа Капицы, посвящённые сверхтекучести.
В дальнейших исследованиях Аллен подтвердил результат Виллема Кеезома, полученный в 1928–1932 годах в Лейденской криогенной лаборатории, зафиксировав аномально высокое значение теплопроводности жидкого гелия. Они выявили, что при уменьшении температуры жидкого гелия II его теплопроводность непропорционально увеличивалась, в миллионы раз превышая соответствующее значение для гелия I. Для объяснения явления Аллен и Майзнер ввели понятие пристенного слоя.
В феврале 1938 года Аллен вместе с Х. Джонсом открыли фонтанирование жидкого гелия, впоследствии получившее название термомеханического эффекта. Аллен вспоминал, что когда явление впервые демонстрировали в Лондонском королевском обществе, присутствовавший там писатель Герберт Уэллс залезал под стол, чтобы удостовериться в отсутствии какого-либо насоса.
По воспоминаниям Рассела Доннели, Аллен всегда себя укорял, что не оценил в должной мере предложение Ласло Тисса искать «температурные волны», ставшие позднее известными как второй звук в жидком гелии.
С началом Второй мировой войны все фундаментальные исследования в Кэмбридже были свёрнуты, и Аллен занялся разработкой кислородных станций для пилотов бомбардировщиков и электронного таймера взрывателей для зенитных снарядов.
В 1946 году Аллен и Лоуренс Брэгг организовали  в Кэмбридже первую крупную послевоенную конференцию. На ней Фриц Лондон во вступительной речи отметил несомненную связь между явлением сверхтекучести и квантовой жидкостью (Конденсат Бозе — Эйнштейна), прежде имевшей характер сугубо теории.
Менее известным, но не менее важным фактом, является внедрение Алленом вакуумного уплотнения в насосных соединениях. В 1937 году он использовал уплотнительное кольцо из неопрена взамен использовавшихся до того ненадёжных соединений из проволоки или пластилина. В 1947 году с этой же целью внедрил индий-кольцо (indium-ring cryogenic seal).
Параллельно с работой в лаборатории Аллен с 1934 по 1947 год был лектором в Кембриджском университете. В 1947 году он был назначен на кафедру естественной философии в шотландском университете Сент-Эндрюс и взял с собой группу учёных, занимающихся низкотемпературной физикой, создав в университете соответствующий отдел. В Сент-Эндрюсе Аллен постепенно отошёл от научной деятельности и проявил себя как успешный администратор.
Среди его достижений — надзор за проектированием и строительством нового научного здания, открывшегося в 1966 году. Он дважды был деканом факультета естественных наук и создал отдельный факультет прикладной науки в тогдашнем Королевском колледже в Данди, который был частью Сент-Эндрюса до получения статуса отдельного университета в 1960-е годы. Перед его отставкой в 1978 году он заинтересовался историей шотландских физиков.
В 1978 году Нобелевский комитет вручил премию по физике Петру Капице «за фундаментальные изобретения и открытия в области физики низких температур», обойдя вниманием вклад Джона Аллена и Дона Майзнера. Согласно свидетельствам, Капица заявлял, что откажется от премии, если её присудят ему совместно с Алленом. Причины такого отношения до сих пор не вполне понятны. Возможно, это был более молодой возраст канадского физика, а также тот факт, что Аллен и Майзнер работали в Мондской лаборатории, которую Капица продолжал считать «своей». В любом случае, всё это сильно задержало присуждение премии.
Джон Аллен умер на 93-м году жизни от связанных с возрастом осложнений.

## Признание
Аллен был избран членом Лондонского физического общества в 1945 году, членом Королевского общества Эдинбурга и Американского физического общества в 1948 году, Королевского общества в 1949 году. Он был председателем Комиссии по сверхнизкой температуре Международного союза теоретической и прикладной физики с 1966 по 1969 год, а также членом Британского национального физического комитета (British National Committee for Physics).
Он был одним из основателей и председателем Британской постоянной конференций профессоров физики и Комитета шотландских профессоров физики.

## Семья
Аллен женился в 1933 году на Эльфриде Хиберт (Elfriede Hiebert), позднее брак был расторгнут.

## Избранные публикации
- Allen J.F., Peierls R., Uddin M.Z. Heat Conduction in Liquid Helium // Nature. — 1937. — Vol. 140. — P. 62-63. — doi:10.1038/140062a0.
- Allen J.F., Misener A.D. Flow of Liquid Helium II // Nature. — 1938. — Vol. 141. — P. 75. — doi:10.1038/141075a0.
- Allen J.F., Jones H. New Phenomena Connected with Heat Flow in Helium II // Nature. — 1938. — Vol. 141. — P. 243-244. — doi:10.1038/141243a0.
- Allen J.F., Misener A.D. Flow Phenomena in Liquid Helium II // Nature. — 1938. — Vol. 142. — P. 643-644. — doi:10.1038/142643a0.
- Allen J.F., Jones H. Liquid Helium // Nature. — 1939. — Vol. 143. — P. 227-230. — doi:10.1038/143227a0.